# Amsterdam (gemeente)
Amsterdam is een grootstedelijke gemeente in de Nederlandse provincie Noord-Holland. De gemeente telt 931.298 inwoners en heeft een totale oppervlakte van 219,49 km², waarvan 165,50 km² land en 53,99 km² water (22 november 2024, Bron: CBS), Groot-Amsterdam telt 1.459.402 inwoners. Het is de grootste gemeente van Nederland. Amsterdam vormt samen met 29 andere gemeenten de Metropoolregio Amsterdam. In de regio wonen meer dan 2.600.000 mensen. Amsterdam is samen met Den Haag de gemeente met het hoogste percentage inwoners met een migratieachtergrond, op 1 januari 2024 had 59,6% van de inwoners een migratieachtergrond. Het aantal verschillende nationaliteiten in de gemeente (in 2007: 177) behoort tot de hoogste ter wereld. Sinds 24 maart 2022 maakt ook Weesp deel uit van de gemeente Amsterdam, dat fungeert als stadsgebied binnen die gemeente.

## Geschiedenis

### Vorming van stadsdelen
De Gemeente Amsterdam kent een voor Nederland bijzonder bestuurlijk stelsel: de gemeente is verdeeld in stadsdelen. Het initiatief voor een stelsel van stadsdelen werd genomen door Michael van der Vlis (PvdA-rapport Macht voor de wijken, 1972) die later als wethouder ook een stevige rol speelde bij de invoering. De stadsdelen werden successievelijk ingesteld. Noord en Osdorp waren de pioniers (1981). Toen uit onderzoek (onder andere opiniepeilingen onder de bevolking) bleek dat de stadsdelen heel behoorlijk aan hun doelstellingen (een effectiever en efficiënter bestuur, dichter bij de bevolking) voldeden kwamen er in 1987 nog vier bij: De Pijp, Watergraafsmeer, Buitenveldert en Zuidoost. In 1990 volgden er nog tien, zodat er toen 16 stadsdelen waren. In 1998 waren er enkele fusies en in 2002 werd het Stadsdeel Centrum als laatste ingesteld. Van 2002 tot 1 mei 2010 telde Amsterdam 14 stadsdelen, sindsdien zijn het er 7. Op 24 maart 2022 is daar het stadsgebied Weesp bij gekomen na een gemeentelijke herindeling.

### Chronologische ontwikkeling
De wijzigingen gingen telkens in na de gemeenteraadsverkiezingen van dat jaar.
- 1981: instelling van de eerste stadsdelen met stadsdeelraden: Amsterdam-Noord en Osdorp
- 1987: instelling stadsdelen met stadsdeelraden De Pijp, Watergraafsmeer, Buitenveldert en Zuidoost
- 1990: instelling stadsdelen met stadsdeelraden Westerpark, Oud-West, Oost, Indische buurt/Oostelijk Havengebied, Bos en Lommer, De Baarsjes, Zuid, Rivierenbuurt, Geuzenveld/Slotermeer en Slotervaart/Overtoomse Veld[6]
- 1990: de naam van het stadsdeel Indische buurt/Oostelijk Havengebied wordt gewijzigd in Zeeburg
- 1998: enkele stadsdelen fuseren:
  - Rivierenbuurt en Buitenveldert vormen samen met een deel van Zuid (Prinses Irenebuurt) het nieuwe stadsdeel Zuideramstel
  - Oost en Watergraafsmeer vormen Oost/Watergraafsmeer
  - De Pijp en Zuid vormen Oud-Zuid
- 2002: Amsterdam-Centrum krijgt een eigen stadsdeelraad
- 2004: Slotervaart/Overtoomse Veld gaat verder onder de naam Slotervaart
- 2010: Het aantal stadsdelen wordt teruggebracht naar zeven: De Baarsjes, Bos en Lommer, Oud-West en Westerpark fuseren tot stadsdeel West; Osdorp, Geuzenveld-Slotermeer en Slotervaart gaan op in het nieuwe stadsdeel Nieuw-West; Zeeburg en Oost/Watergraafsmeer fuseren tot stadsdeel Oost; Oud-Zuid en ZuiderAmstel worden stadsdeel Zuid. De stadsdelen Centrum, Noord en Zuidoost blijven in de oude omvang bestaan.
- In 2011 wordt bekendgemaakt dat minister Donner in 2014 af wil van de deelgemeenten van zowel Amsterdam als Rotterdam. Hij heeft daartoe een wetsvoorstel voorgelegd aan de twee steden en aan de Vereniging van Nederlandse Gemeenten. Dat de deelgemeenten zouden verdwijnen stond al in het regeerakkoord, maar nog zonder jaartal. Volgens Donner zijn de deelgemeenten steeds meer gaan lijken op een extra bestuursorgaan. Hij vindt dat onwenselijk omdat hij juist streeft naar een kleinere overheid.
- 2014: De stadsdeelraden worden vervangen door (kleinere) bestuurscommissies die een beperktere rol hebben. De centrale stad krijgt een grotere rol op terreinen die voorheen door de stadsdelen werden bestuurd.
- 2018: De bestuurscommissies worden vervangen door (nog kleinere) adviescommissies, die een nog beperktere rol hebben en alleen nog advies kunnen geven aan de gemeenteraad.

### Poging tot vorming van Stadsprovincie (1995)
Aansluitend aan de totstandkoming van de stadsdelen werd er in 1995 aan de vorming van de Stadsprovincie Amsterdam gedacht. Die is er echter nooit gekomen. Volgens sommigen werden daarbij de zestien omliggende gemeenten (als nieuwe stadsdelen) geannexeerd, volgens anderen werd "Amsterdam" opgeheven. Bij een referendum bleken de meeste Amsterdammers het laatste te denken en zij stemden de stadsprovincie dus weg. Voor het grondgebied van de oorspronkelijk gedachte stadsprovincie (met uitzondering van Almere) functioneert de plusregio Stadsregio Amsterdam, met beperktere ambities, als opvolger van de stadsprovinciegedachte.

### Herindeling stadsdelen (2010)

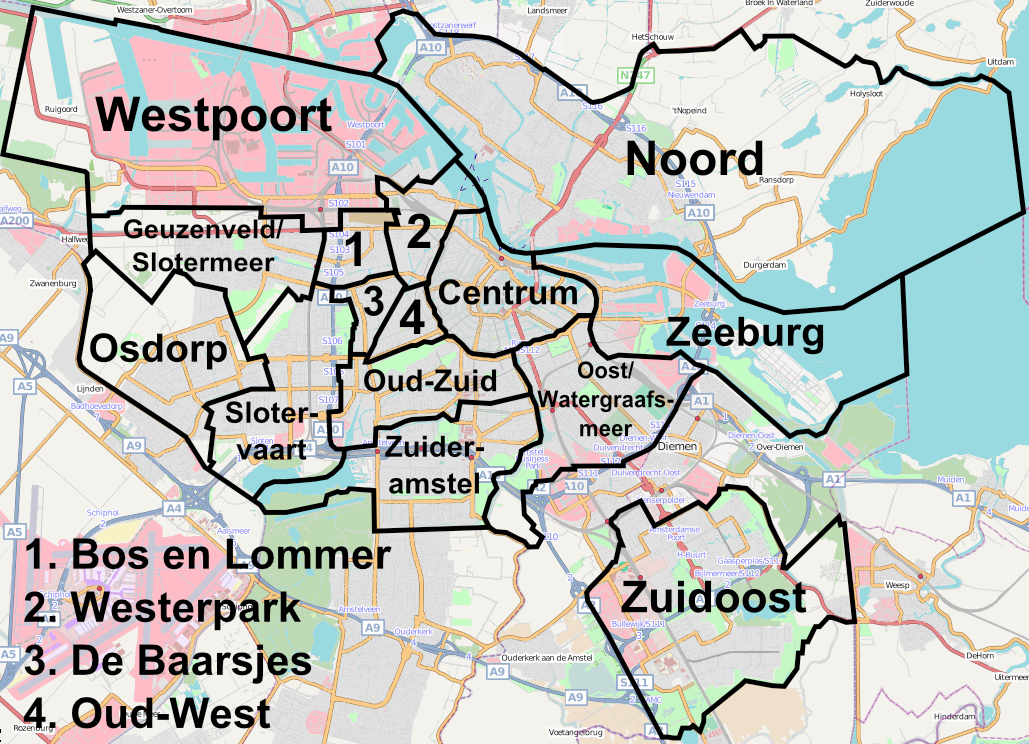
De voormalige 15 Amsterdamse stadsdelen tot 1 mei 2010.

In 2008 werd door de gemeente de Commissie Mertens benoemd, die moest onderzoeken of het aantal stadsdelen verminderd kan worden. Begin 2009 kwam het voorstel om het aantal stadsdelen te halveren van veertien tot zeven. Ook de taakverdeling tussen Centrale Stad en de stadsdelen werd gewijzigd. Op 14 april 2009 besloten Burgemeester en Wethouders om dit voorstel over te nemen. De Gemeenteraad heeft op 10 juni 2009 deze beslissing bekrachtigd. De stad bestaat sinds 10 mei 2010 daarom uit 7 stadsdelen: Centrum, Noord, West, Nieuw-West, Zuid, Oost en Zuidoost. De bestaande stadsdeelgrenzen tussen West en Nieuw-West veranderden niet, dus in tegenstelling tot eerdere plannen is niet de A10 de grens, maar hoort de Kolenkitbuurt nog bij Bos en Lommer en het Rembrandtpark bij Nieuw-West.

#### De zeven stadsdelen vanaf 1 mei 2010
Niet-gewijzigde stadsdelen:
- Centrum
- Noord
- Zuidoost

Nieuwe stadsdelen:
- West (Bos en Lommer, De Baarsjes, Oud-West, Westerpark)
- Nieuw-West (Geuzenveld-Slotermeer, Osdorp, Slotervaart)
- Zuid (Oud-Zuid en Zuideramstel)
- Oost (Oost-Watergraafsmeer, Zeeburg)

## Gebied

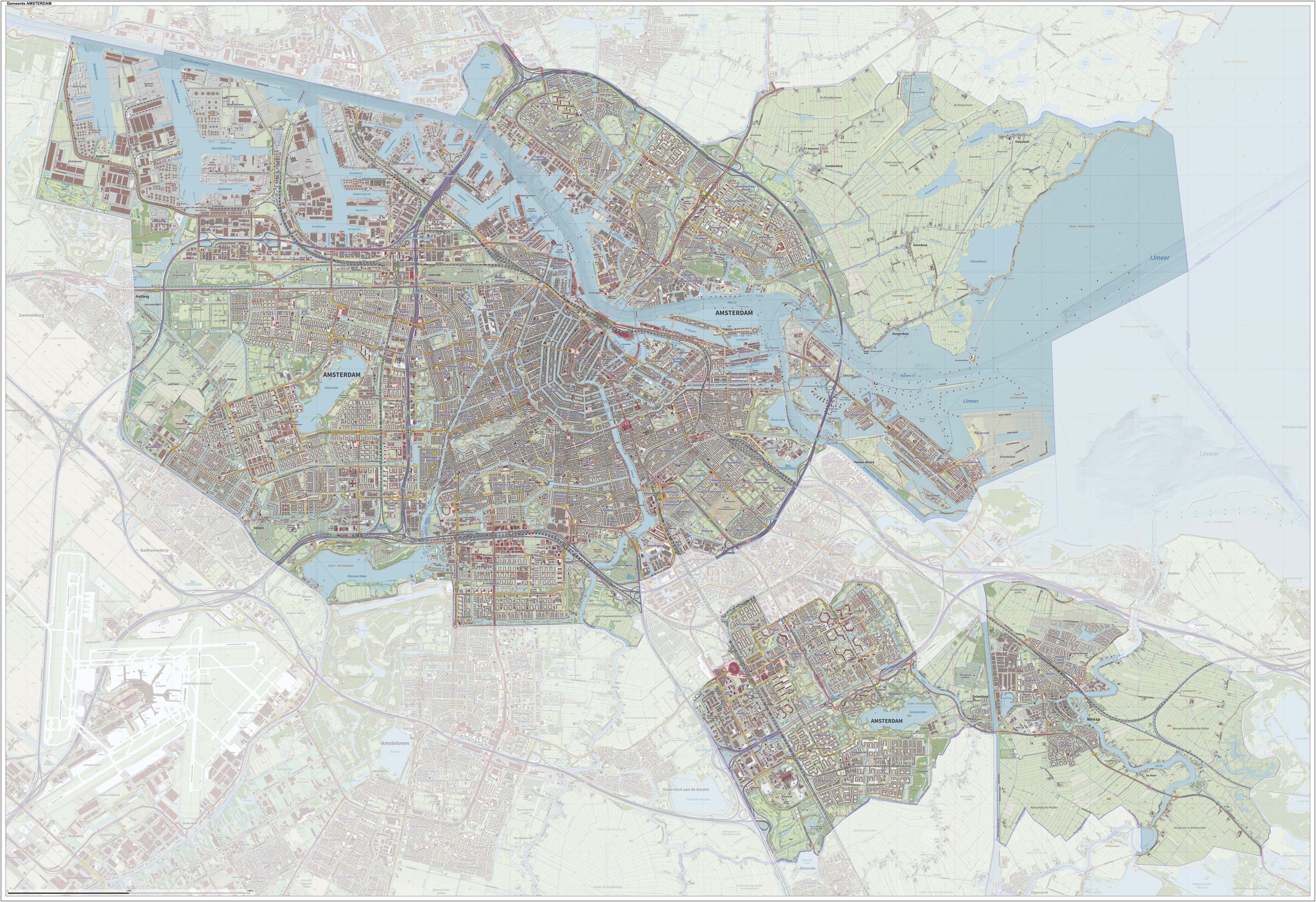
Topografisch kaartbeeld van de gemeente Amsterdam, per februari 2024

### Plaatsen
Steden
- Amsterdam
- Weesp

Dorpen
- Buiksloot
- Driemond
- Durgerdam
- Holysloot
- Osdorp
- Ransdorp
- Ruigoord
- Schellingwoude
- Sloten
- Sloterdijk
- Zunderdorp

Buurtschappen en gehuchten
- Het Schouw
- Horn
- 't Nopeind
- Uitermeer

Bezit in andere gemeenten
- Amsterdamse Bos
- Amsterdamse Waterleidingduinen

### Geschiedenis van uitbreiding

#### Annexaties
Amsterdam heeft sinds de 19e eeuw meerdere omliggende gemeenten geannexeerd, vooral door de behoefte aan meer ruimte. Grote uitbreidingen vonden plaats in 1877, 1896, 1921 en 1966. Dit betrof o.a. delen van Sloten, Nieuwer-Amstel, Watergraafsmeer en Buiksloot. De annexaties maakten de weg vrij voor de bouw van wijken zoals De Pijp, Amsterdam-Zuid en grote delen van Amsterdam-Noord.

#### Toetreding Weesp (2022)
Op 26 maart 2018 heeft de gemeenteraad van de buurgemeente Weesp besloten om op te gaan in Amsterdam. De fusie vond plaats op 24 maart 2022. De wettelijk vereiste herindelingsverkiezingen vonden tegelijk met de reguliere gemeenteraadsverkiezingen van 2022 plaats op 16 maart 2022. Binnen de gemeente Amsterdam heeft Weesp de status van bestuurscommissiegebied gekregen met een status aparte. Driemond, dat voorheen behoorde tot stadsdeel Zuidoost, is tegelijk overgegaan naar het stadsgebied Weesp.

## Bestuurlijk stelsel

Logo van de gemeente Amsterdam

### Stadsdelen
De gemeente Amsterdam is verdeeld in zeven stadsdelen en een stadsgebied.
- stadsdeel
  - Centrum (Binnenstad, Grachtengordel met Jordaan, Plantage, Westelijke Eilanden en Oostelijke Eilanden)
  - Nieuw-West (Slotermeer, Geuzenveld, Slotervaart, Overtoomse Veld, Nieuw Sloten, Osdorp, De Aker en de dorpen Sloten en Oud-Osdorp)
  - Noord (Tuindorp Oostzaan, Kadoelen, Oostzanerwerf, Buiksloot, Buikslotermeer, Nieuwendam en Landelijk Noord, met de dorpen Schellingwoude, Durgerdam, Zunderdorp, Ransdorp, Holysloot)
  - Oost (Weesperzijde, Oosterparkbuurt, Dapperbuurt, Transvaalbuurt, Oostpoort, Watergraafsmeer, Indische Buurt, Oostelijk Havengebied, het Zeeburgereiland en IJburg)
  - West (Spaarndammerbuurt, Staatsliedenbuurt, Frederik Hendrikbuurt, Kinkerbuurt en omgeving Overtoom, Admiralenbuurt, omgeving Hoofdweg, Mercatorplein, Landlust, Bos en Lommer en het dorp Sloterdijk)
  - Zuid (De Pijp, Museumkwartier, Willemspark, Schinkelbuurt, Hoofddorppleinbuurt, Stadionbuurt, Apollobuurt, Rivierenbuurt, Prinses Irenebuurt, Zuidas en Buitenveldert)
  - Zuidoost (Venserpolder, Bijlmer, Gaasperdam en Bullewijk)
- stadsgebied
  - Weesp (stad Weesp en het dorp Driemond)[18]

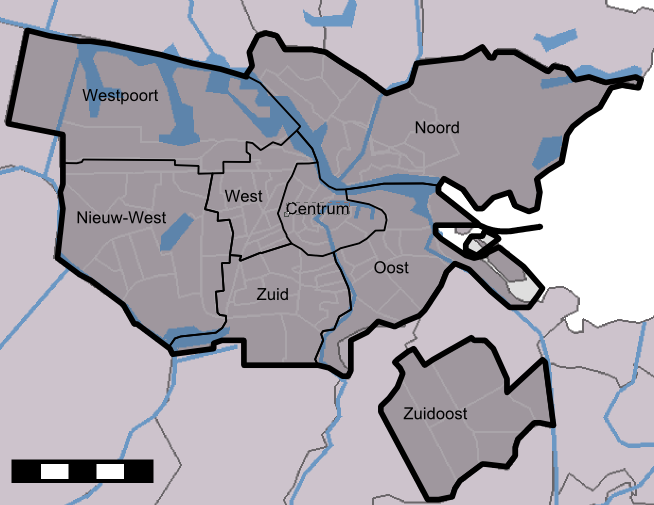
De zeven Amsterdamse stadsdelen sinds 1 mei 2010, plus Westpoort, dat rechtstreeks door de gemeente wordt bestuurd.

De stadsdelen hebben tussen de 80.000 en 160.000 inwoners en hebben daarmee de omvang van een middelgrote gemeente. Het zijn ook in vergaande mate autonome gemeenten: alle gemeentelijke taken en bevoegdheden zijn aan hen overgedragen met uitzondering van enerzijds de zogenaamde A-taken die de Gemeente Amsterdam in de Verordening op de Stadsdelen uitdrukkelijk aan het centrale bestuur (de Centrale Stad) heeft voorbehouden en anderzijds de speciale bevoegdheden van de burgemeester (openbare orde, en dergelijke) waarvan de wet overdracht niet toestaat. De stadsdelen zijn dus onder andere verantwoordelijk voor:
- bouw en onderhoud van woningen, bouwvergunningen voor woningen, kantoren en bedrijven, de ruimtelijke inrichting, het bouwtoezicht.
- beheer en onderhoud van vrijwel de gehele openbare ruimte, het lokale verkeers- en parkeerbeleid.
- lokaal-gemeentelijke taken op het gebied van welzijn, sport, onderwijs, kunst en cultuur. Ondersteuning van de instellingen op die gebieden.
- het grootste deel van de gemeentelijke dienstverlening aan de bevolking (reiniging, openbare verlichting, stadstoezicht, allerhande informatie en vergunningen).
- voor bevolkingszaken (een burgemeestersbevoegdheid) kan men ook op het stadsdeelkantoor terecht.

Alle wetten en regels die Nederland kent voor gemeenten, gelden op overeenkomstige wijze voor de stadsdelen. Dat geldt ook voor hun inrichting. Zo waren er tot 2014 een Stadsdeelraad (op dezelfde wijze gekozen als een gemeenteraad), een Dagelijks Bestuur (B&W), een DB-voorzitter (burgemeester), etc. Enige uitzondering: de stadsdelen kennen een (door de Raad) "gekozen burgemeester" (de DB-voorzitter).
De stadsdelen hebben een volwaardig ambtelijk apparaat (zoals gemeenten dat hebben) en kunnen beschikken over een eigen budget. Een belangrijk deel van het gemeentelijk budget van Amsterdam is via het Stadsdeelfonds (à la het Gemeentefonds) overgedragen aan de stadsdelen en staat vrij tot hun beschikking.

## Politiek

### Gemeenteraad

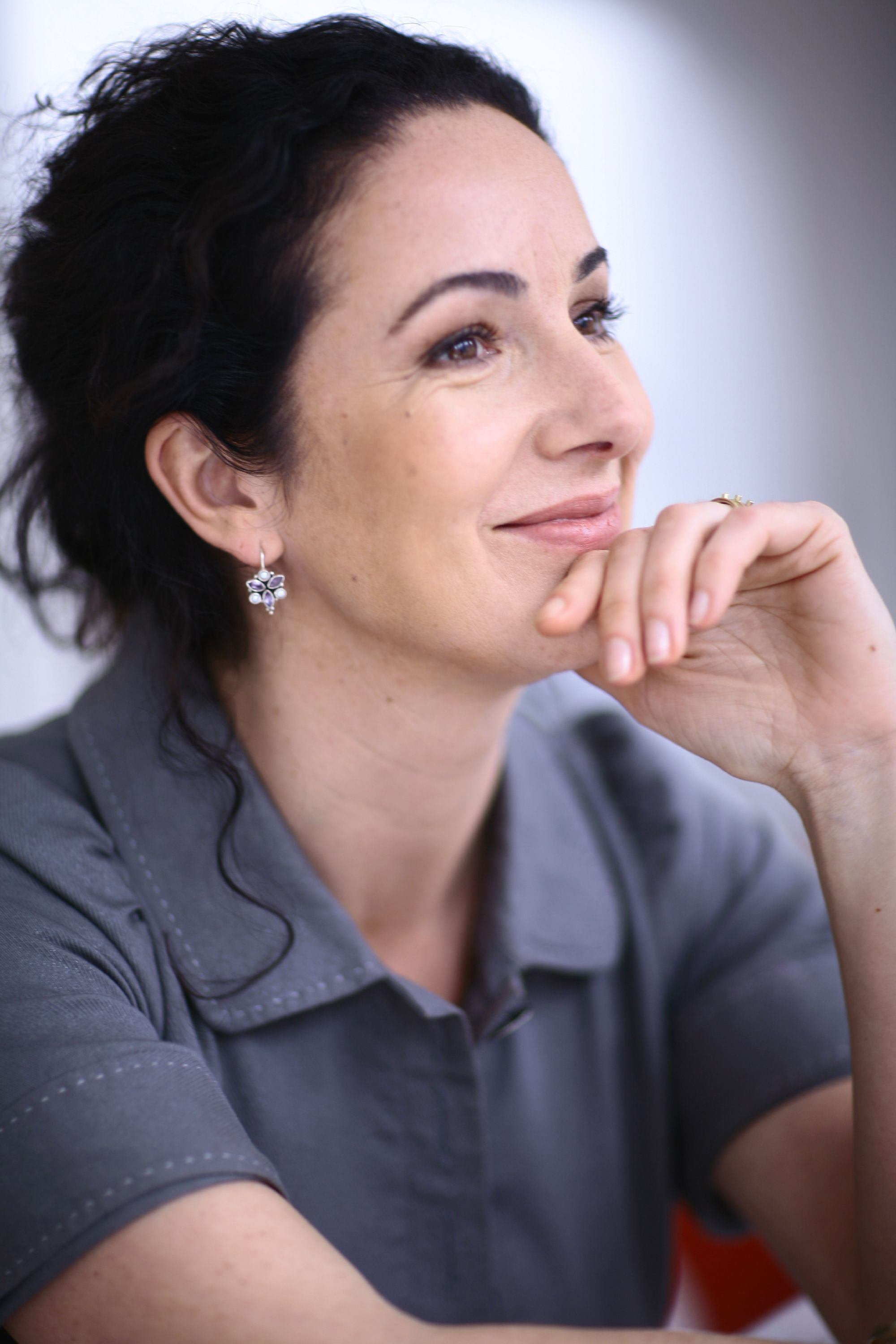
Burgemeester Femke Halsema (sinds 12 juli 2018)

De gemeenteraad van Amsterdam telt 45 zetels. Hieronder de behaalde zetels per partij bij de gemeenteraadsverkiezingen sinds 1962.
| Partij                                                     | '62 | '66 | '70 | '74 | '78 | '82 | '86 | '90 | '94 | '98 | '02 | '06 | '10 | '14 | '18 | '22 |
| ---------------------------------------------------------- | --- | --- | --- | --- | --- | --- | --- | --- | --- | --- | --- | --- | --- | --- | --- | --- |
| PvdA                                                       | 17  | 13  | 12  | 17  | 19  | 17  | 21  | 12  | 14  | 15  | 15  | 20  | 15  | 10  | 5   | 9   |
| GroenLinks                                                 | -   | -   | -   | -   | -   | -   | 6   | 7   | 6   | 7   | 6   | 7   | 7   | 6   | 10  | 8   |
| CPN                                                        | 6   | 6   | 8   | 7   | 5   | 6   | 6   | 7   | 6   | 7   | 6   | 7   | 7   | 6   | 10  | 8   |
| PSP                                                        | 4   | 4   | 1   | 2   | 2   | 3   | 6   | 7   | 6   | 7   | 6   | 7   | 7   | 6   | 10  | 8   |
| PPR                                                        | -   | -   | -   | 3   | 1   | 1   | 6   | 7   | 6   | 7   | 6   | 7   | 7   | 6   | 10  | 8   |
| D66                                                        | -   | -   | 3   | 1   | 3   | 2   | 3   | 9   | 8   | 4   | 3   | 2   | 7   | 14  | 8   | 7   |
| VVD                                                        | 5   | 5   | 6   | 8   | 7   | 10  | 7   | 7   | 8   | 9   | 9   | 8   | 8   | 6   | 6   | 5   |
| Partij voor de Dieren                                      | -   | -   | -   | -   | -   | -   | -   | -   | -   | -   | -   | -   | 1   | 1   | 3   | 3   |
| Bij1                                                       | -   | -   | -   | -   | -   | -   | -   | -   | -   | -   | -   | -   | -   | -   | 1   | 3   |
| SP                                                         | -   | -   | -   | -   | -   | -   | -   | -   | 1   | 3   | 4   | 6   | 3   | 6   | 3   | 2   |
| DENK                                                       | -   | -   | -   | -   | -   | -   | -   | -   | -   | -   | -   | -   | -   | -   | 3   | 2   |
| Volt                                                       | -   | -   | -   | -   | -   | -   | -   | -   | -   | -   | -   | -   | -   | -   | -   | 2   |
| JA21                                                       | -   | -   | -   | -   | -   | -   | -   | -   | -   | -   | -   | -   | -   | -   | -   | 2   |
| Forum voor Democratie                                      | -   | -   | -   | -   | -   | -   | -   | -   | -   | -   | -   | -   | -   | -   | 3   | 1   |
| CDA                                                        | -   | -   | -   | 7   | 8   | 6   | 6   | 5   | 3   | 3   | 4   | 2   | 2   | 1   | 1   | 1   |
| KVP                                                        | 8   | 7   | 5   | 7   | 8   | 6   | 6   | 5   | 3   | 3   | 4   | 2   | 2   | 1   | 1   | 1   |
| ARP/CHU                                                    | 4   | 5   | -   | 7   | 8   | 6   | 6   | 5   | 3   | 3   | 4   | 2   | 2   | 1   | 1   | 1   |
| ARP                                                        | 4   | 5   | 2   | 7   | 8   | 6   | 6   | 5   | 3   | 3   | 4   | 2   | 2   | 1   | 1   | 1   |
| CHU                                                        | 4   | 5   | 1   | 7   | 8   | 6   | 6   | 5   | 3   | 3   | 4   | 2   | 2   | 1   | 1   | 1   |
| Partij van de Ouderen                                      | -   | -   | -   | -   | -   | -   | -   | -   | -   | -   | -   | -   | -   | 1   | 1   | -   |
| ChristenUnie                                               | -   | -   | -   | -   | -   | -   | -   | -   | -   | -   | -   | -   | -   | -   | 1   | -   |
| Trots op Nederland                                         | -   | -   | -   | -   | -   | -   | -   | -   | -   | -   | -   | -   | 1   | -   | -   | -   |
| Red Amsterdam                                              | -   | -   | -   | -   | -   | -   | -   | -   | -   | -   | -   | -   | 1   | -   | -   | -   |
| Leefbaar Amsterdam                                         | -   | -   | -   | -   | -   | -   | -   | -   | -   | -   | 2   | -   | -   | -   | -   | -   |
| Groen Amsterdam / De Groenen / Amsterdam Anders/De Groenen | -   | -   | -   | -   | -   | -   | 1   | 2   | 1   | 3   | 1   | -   | -   | -   | -   | -   |
| Mokum Mobiel                                               | -   | -   | -   | -   | -   | -   | -   | -   | -   | 1   | 1   | -   | -   | -   | -   | -   |
| CD                                                         | -   | -   | -   | -   | -   | -   | -   | 2   | 4   | -   | -   | -   | -   | -   | -   | -   |
| Centrumpartij/CP'86                                        | -   | -   | -   | -   | -   | -   | 1   | 1   | -   | -   | -   | -   | -   | -   | -   | -   |
| Kabouters                                                  | -   | -   | 5   | -   | -   | -   | -   | -   | -   | -   | -   | -   | -   | -   | -   | -   |
| Bejaardenpartij 65+                                        | -   | -   | 2   | -   | -   | -   | -   | -   | -   | -   | -   | -   | -   | -   | -   | -   |
| Boerenpartij                                               | -   | 4   | -   | -   | -   | -   | -   | -   | -   | -   | -   | -   | -   | -   | -   | -   |
| Provo                                                      | -   | 1   | -   | -   | -   | -   | -   | -   | -   | -   | -   | -   | -   | -   | -   | -   |
| Verkeersbel.                                               | 1   | -   | -   | -   | -   | -   | -   | -   | -   | -   | -   | -   | -   | -   | -   | -   |
| Totaal                                                     | 45  | 45  | 45  | 45  | 45  | 45  | 45  | 45  | 45  | 45  | 45  | 45  | 45  | 45  | 45  | 45  |

### College van burgemeester en wethouders

#### 2022-2026
Het college van burgemeester en wethouders voor de periode 2022-2026 wordt gevormd door een coalitie van PvdA, GroenLinks en D66 (24 zetels na de verkiezingen van 2022).
De voorzitter van het college van B en W is:
- burgemeester Femke Halsema (GL): Algemene Zaken, Openbare Orde en Veiligheid, Integraal Veiligheidsbeleid, Regelgeving en Handhaving, Juridische Zaken, Communicatie, Raadsaangelegenheden, Bestuursdienst.

De wethouders (9) zijn:
- Marjolein Moorman (PvdA): Onderwijs, Jeugd (zorg), Armoede en Schuldhulpverlening, Masterplan Zuidoost, Coördinatie Maatschappelijke voorzieningen.
- Sofyan Mbarki (PvdA): Economische Zaken, MBO en toeleiding arbeidsmarkt, Aanpak Binnenstad, Jongerenwerk, Sport en Bewegen.
- Hester van Buren (PvdA): Financiën, Personeel en Organisatie, Coördinatie bedrijfsvoering, Coördinatie inkoop, Dienstverlening, Lucht- en Zeehaven (inclusief Schiphol).
- Rutger Groot Wassink (GL): Sociale zaken, Opvang (MO/BW, ongedocumenteerden en vluchtelingen), Gemeentelijk vastgoed, Democratisering (inclusief Bestuurlijk stelsel), Masterplan Nieuw-West, Volwasseneneducatie, laaggeletterdheid en inburgering, Archeologie.
- Touria Meliani (GL): Kunst en cultuur, Evenementen, Inclusie en anti-discriminatiebeleid.
- Zita Pels (GL): Duurzaamheid, energietransitie en circulaire economie, Volkshuisvesting, Dierenwelzijn, Afval en reiniging, Voedsel.
- Alexander Scholtes (D66): Zorg en Maatschappelijke ontwikkeling, Publieke gezondheid en preventie, ICT en digitale stad, Lokale media inclusief buurtmedia, Deelnemingen (excl AEB en Schiphol), Monumenten en Erfgoed, Varen, Artis.
- Steven van Weyenberg (D66): Woningbouw, Grond en Ontwikkeling, Ruimtelijke Ordening, Deelnemingen (AEB).
- Melanie van der Horst (D66): Verkeer, Vervoer en Luchtkwaliteit (exclusief Varen), Openbare ruimte en Groen (exclusief Artis), Water (exclusief Varen), Aanpak Noord.

Op 21 februari 2023 legde D66'er Shula Rijxman het wethouderschap neer. Op 5 april dat jaar volgde partijgenoot Alexander Scholtes haar op als wethouder. Op 18 maart 2025 legde wethouder van D66 Reinier van Dantzig zijn functie neer wegens gezondheidsredenen. Partijgenoot Steven van Weyenberg volgde hem op 14 mei van dat jaar op.

#### 2018-2022
Het college van burgemeester en wethouders voor de periode 2018-2022 werd gevormd door een coalitie van GroenLinks, D66, PvdA en SP (26 zetels na de verkiezingen van 2018).
Bij de start van dit college was Jozias van Aartsen waarnemend burgemeester. Hij werd op 12 juli 2018 als voorzitter van het college van B en W opgevolgd door:
- burgemeester Femke Halsema (GL): Algemene Zaken, Openbare Orde en Veiligheid, Integraal Veiligheidsbeleid, Regelgeving en Handhaving, Communicatie, Juridische Zaken en de Bestuursdienst.

Bij de start van dit college waren de acht wethouders:
- Rutger Groot Wassink (GL): werk & inkomen, participatie, democratisering.
- Marieke van Doorninck (GL): ruimtelijke ordening, grondzaken, duurzaamheid, klimaat en energie.
- Touria Meliani (GL): kunst en cultuur, personeel en de gemeentelijke organisatie, ICT en monumenten.
- Udo Kock (D66): financiën en deelnemingen, economische zaken, lucht- en zeehaven, Zuidas, Marineterrein en vertegenwoordiging van de gemeente Amsterdam in het bestuur van de VNG
- Simone Kukenheim (D66): zorg, jeugdzorg, mbo, preventie jeugdcriminaliteit, sport.
- Marjolein Moorman (PvdA): onderwijs, inburgering, armoede & schuldhulp.
- Sharon Dijksma (PvdA): verkeer & vervoer, luchtkwaliteit & water.
- Laurens Ivens (SP): wonen & bouwen, wijkaanpak, groen, dierenwelzijn.

Op 11 september 2019 legde wethouder Udo Kock zijn functie neer. Hij werd op 6 november 2019 opgevolgd door Victor Everhardt. Op 16 december 2020 legde wethouder Sharon Dijksma haar functie neer. Zij werd op 20 januari 2021 opgevolgd door Egbert de Vries. Op 5 juli 2021 legde Laurens Ivens zijn wethouderschap neer. Hij werd op 6 oktober 2021 opgevolgd door Jakob Wedemeijer.
Op 17 februari 2022 legde wethouder Victor Everhardt zijn functie neer. Vanwege de korte tijd die nog resteerde van de zittingsduur van het college, werd er geen nieuwe wethouder in zijn plaats benoemd. De volgende wijzigingen in de portefeuilles vonden plaats in het college:
- Financiën en Deelnemingen gingen naar Simone Kukenheim;
- Economische Zaken, Lucht- en Zeehaven gingen naar Egbert de Vries;
- Zuidas en Marineterrein gingen naar Marieke van Doorninck;
- Vertegenwoordiging van de gemeente Amsterdam in het bestuur van de VNG ging naar Rutger Groot Wassink.

#### 2014-2018
Het college van burgemeester en wethouders voor de periode 2014-2018 werd gevormd door een coalitie van D66, VVD en SP (26 zetels na de verkiezingen van 2014). Voor het eerst sinds ruim een eeuw leverde de PvdA geen wethouder in het Amsterdamse college van B&W.
De voorzitter van het college van B en W was:
- burgemeester Eberhard van der Laan (PvdA): Openbare Orde en Veiligheid, Algemene Zaken, Integraal Veiligheidsbeleid, Juridische Zaken, Bestuurlijk Stelsel en Internationale Samenwerking, Bestuursdienst, Regelgeving en Handhaving, Communicatie, Educatie en Jeugdzaken en Project 1012. Hij overleed op 5 oktober 2017. Tot 4 december 2017 waren er locoburgemeesters.[29]
- Op 4 december 2017 werd Jozias van Aartsen benoemd tot waarnemend burgemeester.

Bij de start van dit college waren de acht wethouders:
- Udo Kock (D66): Stadsdeel West, financiën, coördinatie drie decentralisaties, coördinatie aanpak subsidies, aanpak belastingen en waterbeheer.
- Simone Kukenheim (D66): Stadsdeel Oost, onderwijs, jeugd (jeugdwet), diversiteit en integratie.
- Kajsa Ollongren (D66): Stadsdeel Centrum, economie, lucht- en zeehaven, deelnemingen, kunst en cultuur, lokale media en monumenten.
- Abdeluheb Choho (D66): openbare ruimte en groen, klimaat, energie en luchtkwaliteit, dienstverlening, ICT en bestuurlijk stelsel.
- Eric van der Burg (VVD): Stadsdeel Zuid, zorg en welzijn, sport en recreatie, ruimtelijke ordening en grondzaken (inclusief erfpacht).
- Pieter Litjens (VVD): Stadsdeel Zuidoost, verkeer en vervoer (inclusief Noord/Zuidlijn), gemeentelijk vastgoed, bedrijfsvoering P en O en inkoop.
- Laurens Ivens (SP): Stadsdeel Noord, bouwen, wonen, wijkaanpak en dierenwelzijn.
- Arjan Vliegenthart (SP): Stadsdeel Nieuw-West, werk, inkomen, participatie (participatiewet) en armoede.

Na het vertrek van Kajsa Ollongren naar het kabinet-Rutte III werd er geen nieuwe wethouder in haar plaats benoemd. De volgende wijzigingen in de portefeuilles vonden plaats in het college per 25 oktober 2017:
Udo Kock nam de volgende portefeuilles over: economie, lucht- en zeehaven, deelnemingen en Stadsdeel Centrum. Simone Kukenheim nam de portefeuilles kunst en cultuur, lokale media en monumenten over.

#### 2010-2014
Het college van burgemeester en wethouders voor de periode 2010-2014 werd gevormd door een coalitie van PvdA, VVD en GroenLinks (30 zetels na de verkiezingen van 2010). Omdat de vorige coalitie van PvdA en GroenLinks na de verkiezingen van 2010 met 22 zetels geen meerderheid meer had, werd voor het nieuwe college een nieuwe partij gezocht, dat werd de VVD.
Vanaf zijn aantreden als burgemeester op 7 juli 2010 was de voorzitter van het college van B en W:
- burgemeester Eberhard van der Laan (PvdA): Openbare Orde en Veiligheid, Algemene Zaken, Integraal Veiligheidsbeleid, Juridische Zaken, Bestuurlijk Stelsel en Internationale Samenwerking, Bestuursdienst, Regelgeving en Handhaving, Communicatie en Project 1012

Bij de start van dit college waren de zeven wethouders:
- Lodewijk Asscher (PvdA): Financiën, Educatie, Jeugdzaken[32]
- Freek Ossel (PvdA): Wonen en Wijken, Grotestedenbeleid, Koers Nieuw-West, Armoede, Openbare Ruimte en Groen, Haven.
- Carolien Gehrels (PvdA): Economische Zaken, Kunst, Cultuur, Lokale Media, Monumenten, Bedrijfsvoering en inkoop bedrijven, Deelnemingen en Water.
- Eric van der Burg (VVD): Zorg en Welzijn, Sport, Schiphol, Personeel en Organisatie, Integriteit, Dienstverlening en externe betrekkingen en Dierenwelzijn.
- Eric Wiebes (VVD): Verkeer, Vervoer en Infrastructuur (inclusief Noord/Zuidlijn), ICT (inclusief glasvezel en breedbanddiensten).
- Maarten van Poelgeest (GroenLinks): Ruimtelijke Ordening, Bouw en Woningtoezicht, Grondzaken (inclusief Bodem) en Klimaat en Energie.
- Andrée van Es (GroenLinks): Werk, Inkomen en participatie, Diversiteit en Integratie, Inburgering en Bestuurlijk Stelsel.

Lodewijk Asscher was wethouder tot hij minister werd in het kabinet-Rutte II; in november 2012 werd hij opgevolgd door Pieter Hilhorst. Deze trad af op de dag na de door de PvdA verloren gemeenteraadsverkiezingen op 19 maart 2014. Eric Wiebes trad af als wethouder toen hij in februari 2014 staatssecretaris werd in het kabinet-Rutte II. Vanwege de korte tijd die nog resteerde van de zittingsduur van het college, werd er geen nieuwe wethouder in zijn plaats benoemd. Zijn portefeuilles werden onder de overige wethouders verdeeld.

#### 2006-2010
Het college van burgemeester en wethouders voor de periode 2006-2010 werd gevormd door een coalitie van PvdA en GroenLinks (27 zetels na de verkiezingen van 2006).
De voorzitter van het college van B en W was:
- burgemeester Job Cohen (PvdA): Openbare Orde en Veiligheid, Algemene Zaken, Integraal Veiligheidsbeleid, Juridische Zaken, Bestuurlijk Stelsel en Internationale Samenwerking, Bestuursdienst, Regelgeving en Handhaving, Communicatie.

Na zijn vertrek naar Den Haag in maart 2010 was Lodewijk Asscher waarnemend burgemeester.
Bij de start van dit college waren de zes wethouders:
- Lodewijk Asscher (PvdA): Financiën, Economische Zaken, Inburgering, Educatie en Jeugdzaken.
- Carolien Gehrels (PvdA): Kunst en Cultuur, Sport en Recreatie, Dienstverlening, Lokale Media, Bedrijven, Programma Maatschappelijke Investeringen, Deelneming en Inkoop.
- Tjeerd Herrema (PvdA): Verkeer, Vervoer en Infrastructuur (inclusief Noord/Zuidlijn), Volkshuisvesting en Monumenten.
- Ahmed Aboutaleb (PvdA): Onderwijs, Jeugd, Lucht- en Zeehaven, Werk en Inkomen, Diversiteit, Grote Stedenbeleid, Wijkaanpak, Koers Nieuw West en Afronding Urban.
- Maarten van Poelgeest (GroenLinks): Bestuurlijk Stelsel, Ruimtelijke Ordening, Grondzaken, Waterbeheer en ICT (inclusief glasvezel en breedbanddiensten).
- Marijke Vos (GroenLinks): Zorg, Milieu, Personeel en Organisatie, Openbare Ruimte en Groen.

Hennah Buyne werd op 14 maart 2007 beëdigd als wethouder, nadat haar voorganger Ahmed Aboutaleb staatssecretaris in het kabinet-Balkenende IV was geworden. Ze trad op 16 maart 2008 af en werd opgevolgd door Freek Ossel. De portefeuilles onderwijs en jeugd werden overgedragen aan Lodewijk Asscher. Tjeerd Herrema trad op 19 februari 2009 af vanwege de tegenvallers bij de Noord-Zuidlijn. Zijn opvolger was Hans Gerson, die op 1 april 2009 aantrad.
Lodewijk Asscher was vanwege het vertrek van Job Cohen vanaf 12 maart 2010 interim-burgemeester. Op 19 maart 2010 werd hij benoemd tot waarnemend burgemeester en was sindsdien geen wethouder meer. De portefeuilles die hij als wethouder had, nam hij mee, behalve Economische Zaken en Inburgering die naar Freek Ossel gingen.

#### 2002-2006
Het college van burgemeester en wethouders voor de periode 2002-2006 werd gevormd door een coalitie van PvdA, VVD en CDA (28 zetels na de verkiezingen van 2002).
De voorzitter van het college van B en W was burgemeester Job Cohen (PvdA).
Bij de start van dit college waren de zes wethouders:
- Rob Oudkerk (PvdA): Sociale Zaken, Onderwijs en Jeugd.
- Hannah Belliot (PvdA): Lokale Media, Zorg en Cultuur.
- Duco Stadig (PvdA): Ruimtelijke Ordening, Wonen, Stedelijke Vernieuwing en Water.
- Geert Dales (VVD): Financiën, Economische Zaken en Noord/Zuidlijn.
- Mark van der Horst (VVD): Verkeer, Vervoer en Infrastructuur.
- Hester Maij (CDA): Openbare Ruimte en Groen, Sport en Recreatie, Milieu en Facilitaire en Nutsbedrijven.

Tijdens de zittingsduur van dit college trad op 1 januari 2003 de Wet dualisering gemeentebestuur in werking. Deze wet bepaalde onder andere dat wethouders niet tegelijkertijd raadslid mochten zijn. Toen in januari 2004 Rob Oudkerk aftrad nadat zijn partij het vertrouwen in hem had opgezegd, werd hij opgevolgd door Ahmed Aboutaleb. Deze was de eerste Amsterdamse wethouder die niet uit de gemeenteraad afkomstig was.
In januari 2004 trad Geert Dales als wethouder af vanwege zijn benoeming tot burgemeester van Leeuwarden. Hij werd opgevolgd door Frits Huffnagel. Toen deze in mei 2005 in opspraak raakte, werd hij op zijn beurt vervangen door Laetitia Griffith.

#### 1998-2002
Het college van burgemeester en wethouders voor de periode 1998-2002 werd gevormd door een coalitie van PvdA, VVD, GroenLinks en D66 (35 zetels na de verkiezingen van 1998).
De voorzitter van het college van B en W was burgemeester Schelto Patijn. Deze werd op 1 januari 2001 opgevolgd door Job Cohen (PvdA).
Bij de start van dit college waren de acht wethouders:
- Guusje ter Horst (PvdA)
- Jaap van der Aa (PvdA)
- Duco Stadig (PvdA)
- Harry Groen (VVD)
- Pauline Krikke (VVD)
- Frank Köhler (GL)
- Ruud Grondel (GL)
- Jikkie van der Giessen (D66)

In april 1999 werd Jikkie van der Giessen als wethouder opgevolgd door Saskia Bruines. In februari 2000 nam Geert Dales de portefeuille van Harry Groen over. Guusje ter Horst maakte in maart 2001 vanwege haar benoeming tot burgemeester van Nijmegen plaats voor Bea Irik. In mei 2001 verliet GroenLinks het college toen de Gemeenteraad onvoldoende vertrouwen bleek te hebben in het beleid van Frank Köhler. Het college ging met de overgebleven drie partijen door, de taken van de beide wethouders van GroenLinks werden overgenomen door de overige wethouders. In september 2001 werd Pauline Krikke vanwege haar benoeming tot burgemeester van Arnhem als wethouder opgevolgd door Ton Hooijmaijers.

#### 1994-1998
Het college van burgemeester en wethouders voor de periode 1994-1998 werd gevormd door een coalitie van PvdA, VVD en D66 (30 zetels na de verkiezingen van 1994).
De voorzitter van het college van B en W was vanaf 1 juni 1994 burgemeester Schelto Patijn.
Bij de start van dit college waren de zeven wethouders:
- Guusje ter Horst (PvdA)
- Jaap van der Aa (PvdA)
- Duco Stadig (PvdA)
- Frank de Grave (VVD)
- Edgar Peer (VVD)
- Ernst Bakker (D66)
- Jikkie van der Giessen (D66)

In 1996 werd Frank de Grave benoemd tot Staatssecretaris van Sociale Zaken en Werkgelegenheid in het kabinet-Kok I. Hij werd als wethouder opgevolgd door Pauline Krikke. In januari 1998 nam Leo Cornelissen de portefeuille over van Ernst Bakker vanwege diens benoeming tot burgemeester van Hilversum.

#### Voor 1994
Voor 1994 waren onder meer wethouder: 
- Evert Brautigam
- Cees de Cloe
- Roel van Duyn
- Thomas Elsenburg
- Walter Etty
- Louis Genet
- Guus Hamm
- Enneüs Heerma
- Monne de Miranda
- Han Lammers
- Huib Riethof
- Jan Schaefer
- Pitt Treumann
- Joop den Uyl
- Rudi van der Velde
- Michael van der Vlis
- Irene Vorrink
- Floor Wibaut
- Gerrit Jan Wolffensperger

#### Coalitiesamenstelling vanaf 1970

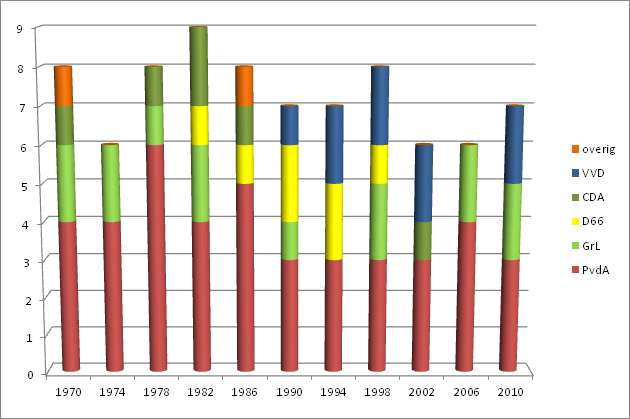
Collegesamenstelling 1970-2010. Partijen die later opgegaan zijn in het CDA en GroenLinks zijn als die partij weergegeven.

De PvdA was sinds 1949 altijd de grootste partij in de Amsterdamse gemeenteraad, in 2014 moest de partij dat stokje overgeven aan D66, na de voor de PvdA desastreus verlopen gemeenteraadsverkiezingen op 19 maart. Bij de verkiezingen van 21 maart 2018 werd GroenLinks de grootste partij. Zowel D66 als de PvdA verloren (weer) zetels. De PvdA was tot 2014 steeds met meerdere wethouders vertegenwoordigd in het College van B&W. In 2018 keerde de PvdA terug in het College. Bij de verkiezingen van 16 maart 2022 werd de PvdA weer de grootste partij. Van 1946 tot 2017 was de burgemeester van PvdA-huize.
Samenstelling:
- 2022: GroenLinks (3), D66 (3), PvdA (3).
- 2018: GroenLinks (3), D66 (2), PvdA (2), SP (1).
- 2014: D66 (4), VVD (2), SP (2).
- 2010: PvdA (3), VVD (2), GroenLinks (2).
- 2006: PvdA (4), GroenLinks (2).
- 2002: PvdA (3), VVD (2), CDA (1).
- 1998: PvdA (3), VVD (2), GroenLinks (2), D66 (1). In 2001 verliet GroenLinks het College.
- 1994: PvdA (3), VVD (2), D66 (2).
- 1990: PvdA (3), D66 (2), VVD (1), GroenLinks (1).
- 1986: PvdA (5), CDA (1), Links Akkoord (1), D66 (1).
- 1982: PvdA (4), CDA (2), CPN (2), D66 (1).
- 1978: PvdA (6), CDA (1), CPN (1). Na 1979 verliet de CPN het College en nam de PvdA deze wethouderspost over.
- 1974: PvdA (4), CPN (2), PPR (1), PSP (1). Dit College viel in januari 1976.
- 1970: PvdA (4), CPN (2), KVP (1), daarnaast één partijloze wethouder.

## Vervoerregio Amsterdam
Amsterdam maakte van 2006 tot en met 2016 deel uit van de Stadsregio Amsterdam (tot en met 2014 was dit een plusregio). Sinds 1 januari 2017 is dit verband verder gegaan als de Vervoerregio Amsterdam (VRA).
De VRA is een bestuurlijk samenwerkingsverband van veertien gemeenten in de regio Amsterdam en heeft een aantal (wettelijke) regionale verkeer- en vervoertaken, waaronder het opdrachtgeverschap van het openbaar vervoer in de concessies Amstelland-Meerlanden (inclusief Schiphol), Zaanstreek-Waterland en Amsterdam. Daarnaast is de Vervoerregio verantwoordelijk voor het realiseren en verbeteren van de infrastructuur voor auto, OV en fiets.
De regioraad van de vervoerregio is het belangrijkste bestuursorgaan van de Vervoerregio Amsterdam. De raad telt vijftig leden die (naar inwoneraantal) zijn afgevaardigd door de veertien gemeentebesturen. Amsterdam wordt door elf raadsleden en een wethouder vertegenwoordigd. Wethouder Verkeer en Vervoer Melanie van der Horst is daarnaast lid van het dagelijks bestuur van de VRA.

## Monumenten
Met ruim 7500 rijksmonumenten heeft Amsterdam er verreweg het meest van alle Nederlandse gemeenten. Daarnaast kent de gemeente vele provinciale en gemeentelijke monumenten, een aantal oorlogsmonumenten, is het onderdeel van een aantal UNESCO Werelderfgoederen en Nationale Landschappen, en zijn er beschermde stads- en dorpsgezichten.

## Aangrenzende gemeenten
| Aangrenzende gemeenten | Aangrenzende gemeenten   | Aangrenzende gemeenten  | Aangrenzende gemeenten | Aangrenzende gemeenten |
| ---------------------- | ------------------------ | ----------------------- | ---------------------- | ---------------------- |
| Zaanstad               |                          | Landsmeer Oostzaan      |                        | Waterland              |
|                        |                          |                         |                        |                        |
| Haarlemmermeer         | Gooise Meren Almere (Fl) |                         |                        |                        |
|                        |                          |                         |                        |                        |
| Haarlemmermeer         |                          | Amstelveen Ouder-Amstel |                        | Diemen                 |

### Grenzend aanAmsterdam-ZuidoostenWeesp
| Aangrenzende gemeenten | Aangrenzende gemeenten | Aangrenzende gemeenten                | Aangrenzende gemeenten | Aangrenzende gemeenten |
| ---------------------- | ---------------------- | ------------------------------------- | ---------------------- | ---------------------- |
|                        |                        | Diemen                                |                        | Gooise Meren           |
|                        |                        |                                       |                        |                        |
| Ouder-Amstel           |                        |                                       |                        |                        |
|                        |                        |                                       |                        |                        |
|                        |                        | De Ronde Venen (U) Stichtse Vecht (U) |                        | Wijdemeren Hilversum   |